# Csónak

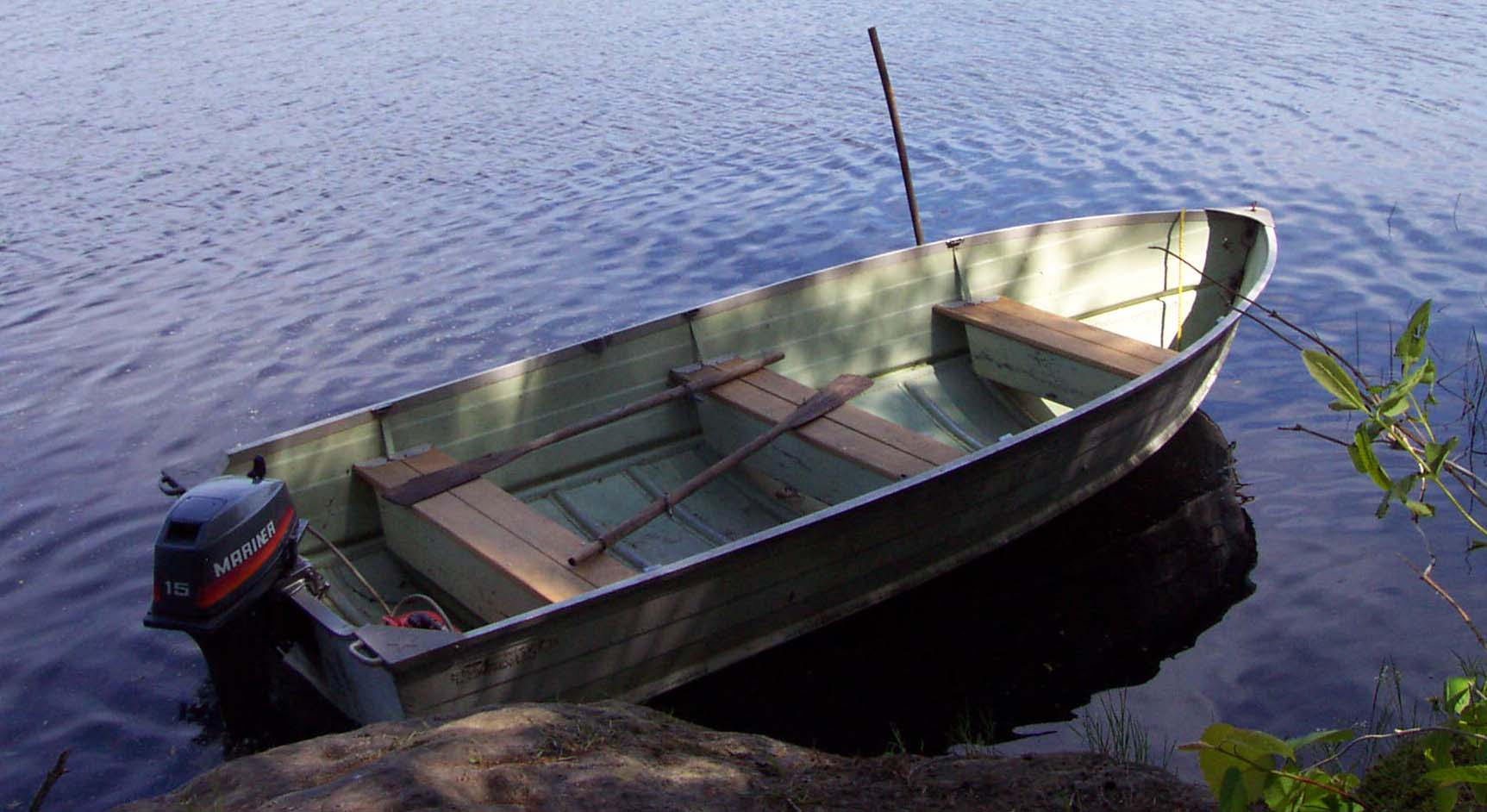
Motorral felszerelt, alumínium horgászcsónak

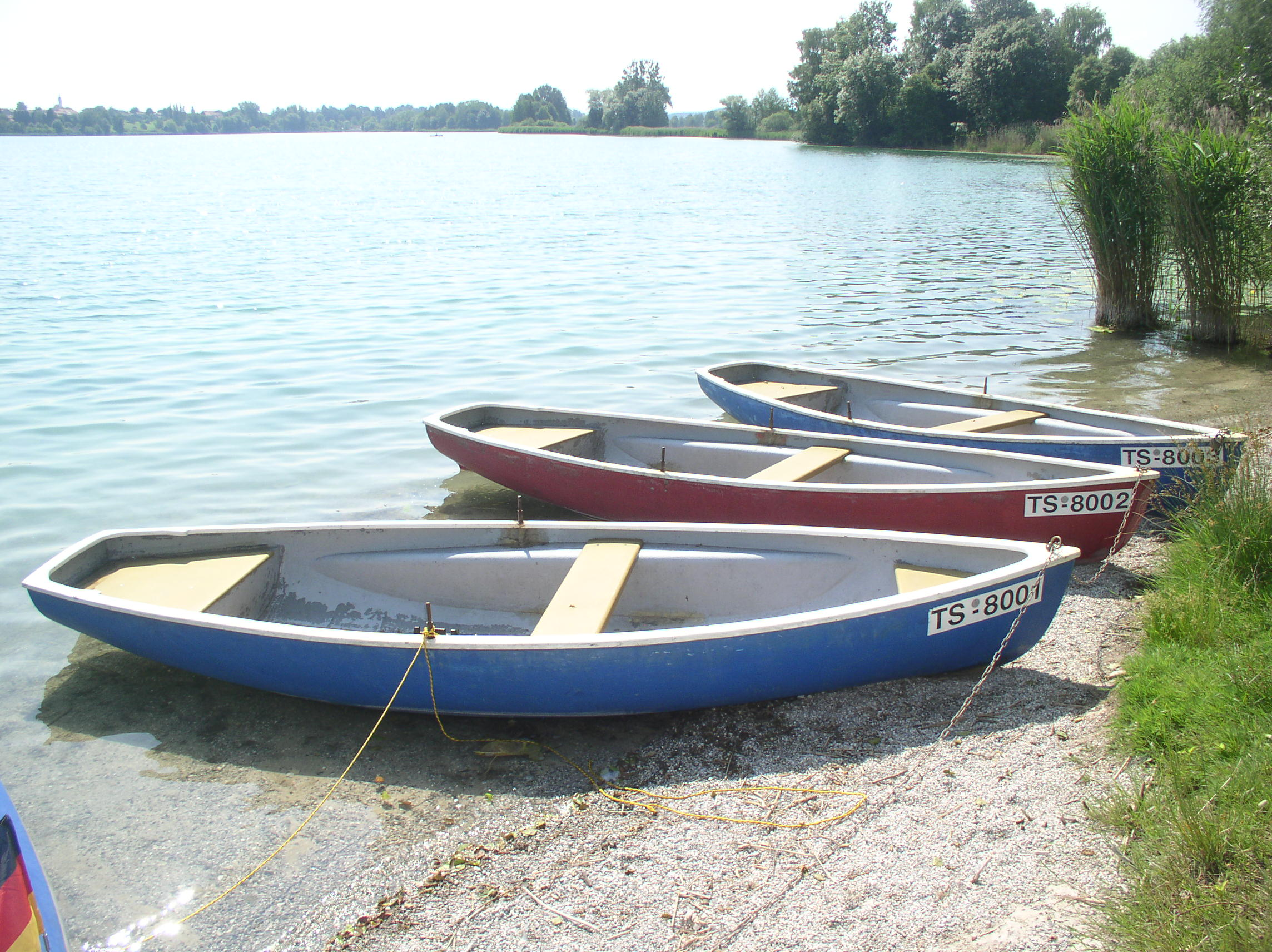
Sekély parton kikötött csónakok

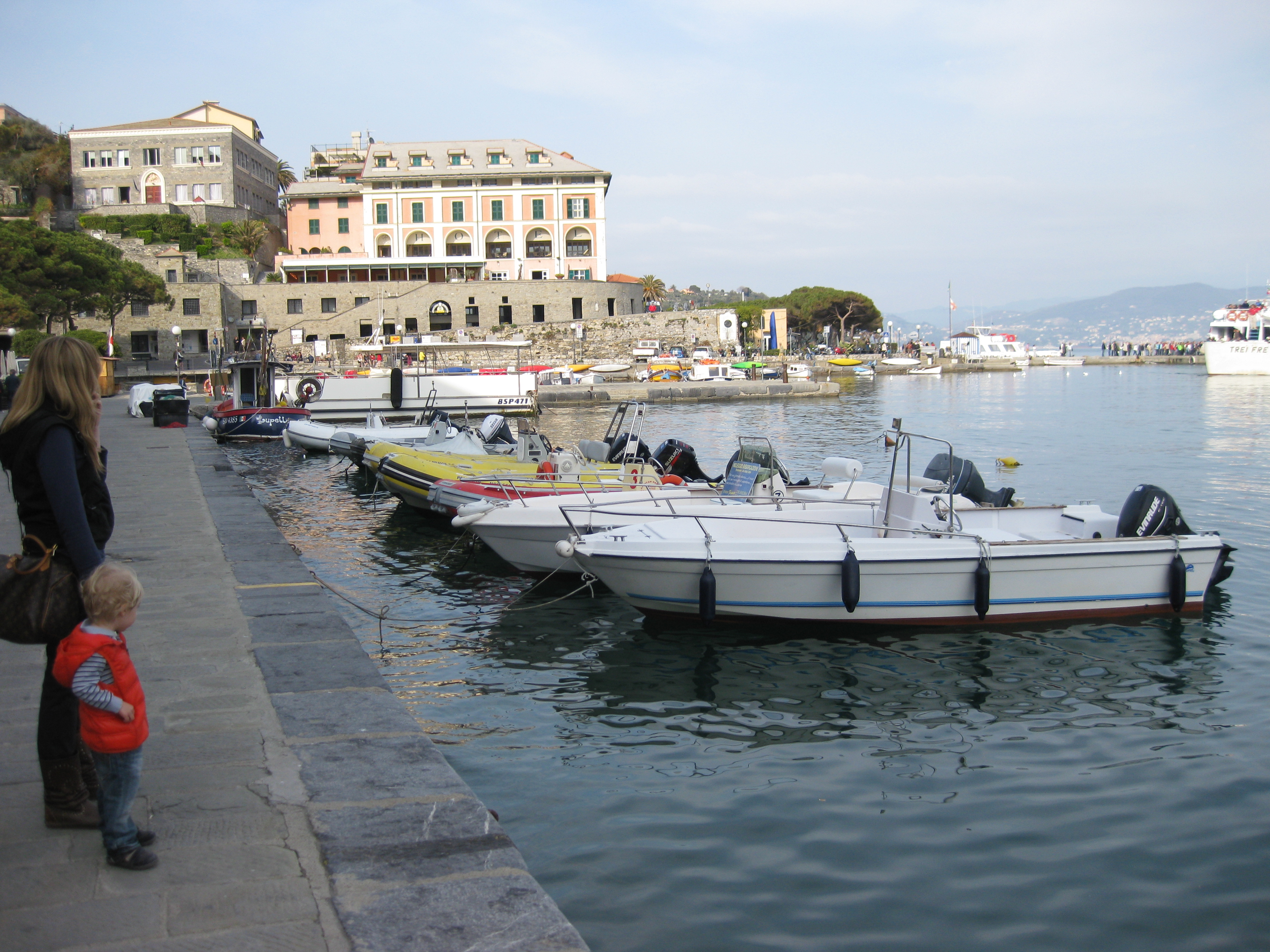
Csónakok (Porto Venere, Olaszország)

A csónak minden olyan, hajónál kisebb vízi jármű, amely a helyi, kisebb hajózási forgalom lebonyolítására szolgál. 
A csónakok sem nagyságra, sem alakra, sem az építési rendszerek minőségére nézve nem egyformák. Az azokat mozgató hajtóerő is különböző, ezért evezős, vitorlás, robbanómotoros, villamos és hidraulikus gépezettel ellátott csónakokat különböztetünk meg. Vagy hosszúra és keskenyre, vagy rövidre és szélesre vannak építve, és fedélzet nélküliek, a csónakűrben árbócfészkekkel a vitorlázáshoz, ülő- és evezőpadokkal, a hátsó részükön kormánylapáttal. A nehezebb csónakokban minden evezőpadon két, a könnyebbekben csak egy evező van, számuk a csónak nagyságához mérten 2–18 közötti. Míg a folyókon használt csónak feneke többnyire lapos, addig a tengeri csónakok feneke ékre, tőre van építve, hogy ezáltal jobban ellenálljanak a hullámcsapásoknak, és a felborulás veszélyének is minél kevésbé legyenek kitéve. Ezen, ékre épített csónak közelebbi elnevezése összefügg a csónaktest alakjával, a dimenzióinak egymáshoz viszonyított arányával, a hajtóerő minőségével, és azzal a céllal, amelyre szolgál, így igen sokféle lehet. Hogy mennyi csónakkal kell felszerelni egy hajót, és mekkorának kell lennie a csónak(ok)nak, az a hajó nagyságától, céljától és a szállítható személyek számától függ: úgy határozzák meg, hogy szükség esetén a teljes utasszámnak megfeleljen.
A magyar nyelvben a kishajókat aszerint, hogy:
- gerince van – csónaknak,
- lapos fenekű – ladiknak nevezzük.

## Definíció
A magyar Hajózási Szabályzat definíciója szerint: „csónak: a hajónak, kompnak, vízi sporteszköznek nem minősülő
a) emberi erővel hajtott, felépítménnyel nem rendelkező vízijármű, amelynek testhossza nem haladja meg a kishajóra megállapított mértéket,
b) szélerővel vagy gépi berendezéssel hajtott vízijármű, amelynek hossza a 7 métert, névleges vitorlafelülete a 10 m2-t nem éri el, vagy motorteljesítménye legfeljebb 7,5 kW, ide nem értve az építése, berendezése és felszerelése alapján vízen való közlekedésre nem szolgáló úszóeszközt;
(Nem minősül csónaknak a fürdés céljából igénybe vett úszóeszköz.)”
A haditengerészeti definíció alapján csónaknak minősülnek azok a vízi járművek, amelyek hajóval szállíthatók.

## Típusok
- evezős csónak
- motorcsónak

## Fordítás
- Ez a szócikk részben vagy egészben a Boat című angol Wikipédia-szócikk ezen változatának fordításán alapul.  Az eredeti cikk szerkesztőit annak laptörténete sorolja fel. Ez a jelzés csupán a megfogalmazás eredetét és a szerzői jogokat jelzi, nem szolgál a cikkben szereplő információk forrásmegjelöléseként.